# ロンタイン県
ロンタイン県（ロンタインけん、ベトナム語：Huyện Long Thành / 縣隆成?）は、ベトナムドンナイ省の県である。

## 行政区画
以下の1市鎮13社を管轄する。
- ロンタイン市鎮（Long Thành / 隆成）
- アンフオック社（An Phước / 安福）
- バウカン社（Bàu Cạn / 保乾）
- ビンアン社（Bình An / 平安）
- ビンソン社（Bình Sơn / 平山）
- カムドゥオン社（Cẩm Đường / 錦堂）
- ロックアン社（Lộc An / 祿安）
- ロンアン社（Long An / 隆安）
- ロンドゥク社（Long Đức / 隆德）
- ロンフオック社（Long Phước / 隆福）
- フオックビン社（Phước Bình / 福平）
- フオックタイ社（Phước Thái / 福泰）
- タムアン社（Tam An / 三安）
- タンヒエップ社（Tân Hiệp / 新合）